# La Vinyeta (Vilamolat de Mur)
La Vinyeta és una antiga vinya reconvertida en camps de conreu del municipi de Castell de Mur, al Pallars Jussà, a l'antic terme de Mur, en terres del poble de Vilamolat de Mur.
Està situada al fons de la vall de la llau del Romeral, en el lloc on aquesta llau rep l'afluència de la llau de les Bancalades, al sud-est de Casa Ginebrell i a ponent de Vilamolat de Mur.